# Bryum borellii
Bryum borellii är en bladmossart som beskrevs av Brotherus 1928. Bryum borellii ingår i släktet bryummossor, och familjen Bryaceae. Inga underarter finns listade i Catalogue of Life.